# Androcymbium volutare
Androcymbium volutare är en tidlöseväxtart som beskrevs av William John Burchell. Androcymbium volutare ingår i släktet Androcymbium och familjen tidlöseväxter. Inga underarter finns listade i Catalogue of Life.